# Tolfalas

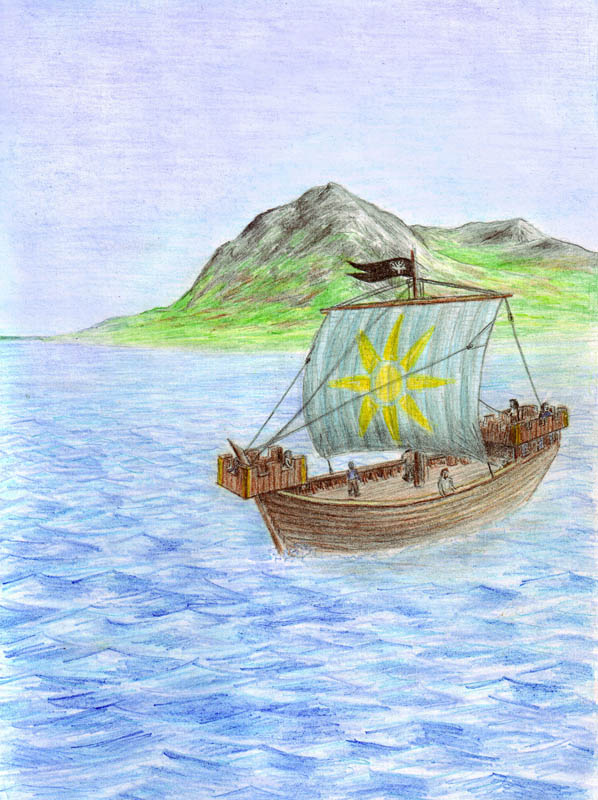
Tolfalas

Tolfalas is een fictief eiland in J.R.R. Tolkien werk In de ban van de ring. Het eiland maakt hierin deel uit van het koninkrijk Gondor.
Het eiland ligt in de Baai van Belfalas, niet ver uit de kust vlak bij de delta van de Anduin. Ten westen lag Belfalas en ten oosten Harondor. De zuidelijkste kaap van het eiland wordt traditioneel gezien als het zuidelijkste puntje van Gondor, de gebieden die gedurende de Derde Era veroverd en weer verloren werden niet meegerekend.
Volgens Tolkien was Tolfalas oorspronkelijk veel groter, maar toen Númenor door de zee verzwolgen werd, verloor Tolfalas door de daaropvolgende vloedgolf veel van haar land.